# Licinianus
Acest articol este despre un uzurpator roman din secolul III. Pentru împăratul roman vezi Licinius (308 - 324)
Iulius Valens Licinianus a fost un uzurpator roman în 250.
Licinianus, senator, având sprijinul Senatului și a unei părți din populație, a profitat de lipsa împăratului Decius din capitală pentru a se declara împărat. Valerian, pe atunci cenzor, a învins răscoala și l-a executat pe Licinianus fără mari probleme.